# Base aérienne Halim Perdanakusuma
Halim Perdanakusuma est une base de l'armée de l'air indonésienne, et siège de son 1er commandement opérationnel. Elle est située à 5 km au sud-est de Jakarta, dans le quartier de Cililitan.
La base possède une piste de 3 000 mètres pouvant recevoir des Boeing 747.
Elle abrite la Wing (escadre) 1 de transport aérien constituée des Skadron Udara (escadrons aériens) 2, 17 et 31.

## Histoire

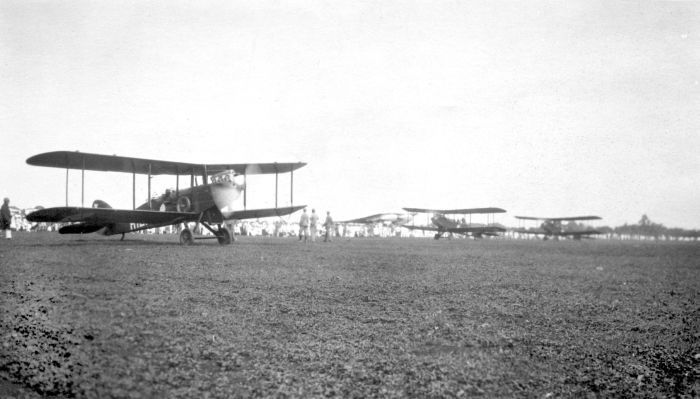
Arrivée de Fokker D.VII à Cililitan (1924)

À l'époque des Indes néerlandaises, un terrain d'aviation avait été construit dans le village de Cililitan, qui servait aussi bien à l'armée de l'air qu'à l'aviation civile. À l'indépendance, les autorités indonésiennes ont donné à l'aérodrome, repris par l'armée de l'air indonésienne, le nom d'un de ses principaux aviateurs.
C'est à Halim qu'en 1965, des militaires du « mouvement du 30 septembre » avaient emmené six généraux du haut état-major de l'armée de terre, dont trois déjà morts. Cet événement servira de prétexte à la dissolution du Parti communiste indonésien, qui sera suivie de massacres qui feront entre 500 000 et un million de morts.

## Aéroport civil
Halim est aussi le 2e aéroport civil de Jakarta.